# Горња Међеђа
Горња Међеђа је насељено мјесто у граду Добоју, Република Српска, БиХ. Према попису становништва из 2013. године у насељу је живјело 5 становника.

## Историја
Од 1971. до 2011. године насеље је носило име Горња Међиђа.

## Становништво
По прелиминарним резултатима пописа из 2013. године, насеље Горња Међеђа је имало 5 становника.
| Националност | 2013. |
| Укупно       | 5     |

| Демографија | Демографија | Демографија |
| Година      | Становника  | Становника  |
| ----------- | ----------- | ----------- |
| 2013.       | 5           |             |